# 圣乔治-昂蒂尼亚克
圣乔治-昂蒂尼亚克（法語：Saint-Georges-Antignac，法語發音：[sɛ̃ ʒɔʁʒ ɑ̃tiɲak]）是法国滨海夏朗德省的一个市镇，属于容扎克区。该市镇于1973年由原市镇圣乔治德屈比亚克（Saint-Georges-de-Cubillac）和昂蒂尼亚克（Antignac）合并而成。

## 地理
圣乔治-昂蒂尼亚克（45°29'37"N, 0°30'14"W）面积10.1 平方千米，位于法国新阿基坦大区滨海夏朗德省，该省份为法国西部滨海省份，北起旺代省，西临大西洋，南至吉倫特省，东南接多爾多涅省，东北接德塞夫勒省接壤，东临夏朗德省。
与圣乔治-昂蒂尼亚克接壤的市镇（或旧市镇、城区）包括：克朗、克利永、吕萨克、马里尼亚克、莫纳克、圣日耳曼-德吕西尼昂、圣格雷瓜尔达代讷。

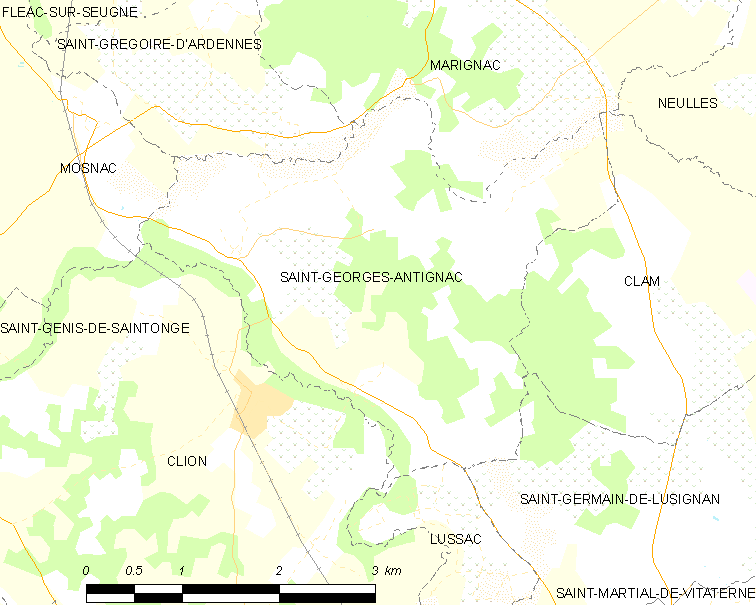
圣乔治-昂蒂尼亚克的OSM定位图

圣乔治-昂蒂尼亚克的时区为UTC+01:00、UTC+02:00（夏令时）。

## 行政
圣乔治-昂蒂尼亚克的邮政编码为17240，INSEE市镇编码为17332。

## 政治
圣乔治-昂蒂尼亚克所属的省级选区为容扎克县。

## 人口

1962-2008年间圣乔治-昂蒂尼亚克人口变化图示

圣乔治-昂蒂尼亚克于2022年1月1日时的人口数量为407人。